# Christie Grobbelaar
Christie Grobbelaar, född 25 maj 2000, är en sydafrikansk rugbyspelare. Han ingick i det sydafrikanska lag som tog brons i sjumannarugby vid OS 2024 i Paris.